# مومان بالا (کنارک)
۲۵°۳۶′۱۰″ شمالی ۶۰°۲۸′۴۷″ شرقی / ۲۵٫۶۰۲۷۸°شمالی ۶۰٫۴۷۹۷۲°شرقی
مومان وسط، روستایی از توابع بخش مرکزی شهرستان کنارک در استان سیستان و بلوچستان ایران است.

## جمعیت
این روستا در دهستان بانسنت قرار دارد و براساس سرشماری عمومی نفوس و مسکن در سال ۱۳۹۵، جمعیت آن برابر با ۲۴۴ نفر (۸۹ خانوار) بوده‌است.